# Isovaleraldehyd
Isovaleraldehyd ist eine chemische Verbindung aus der Gruppe der Aldehyde. Mit seinen isomeren Verbindungen Valeraldehyd (n-Pentanal), 2-Methylbutyraldehyd und Pivalaldehyd bildet er die Stoffgruppe der Pentanale.

## Vorkommen

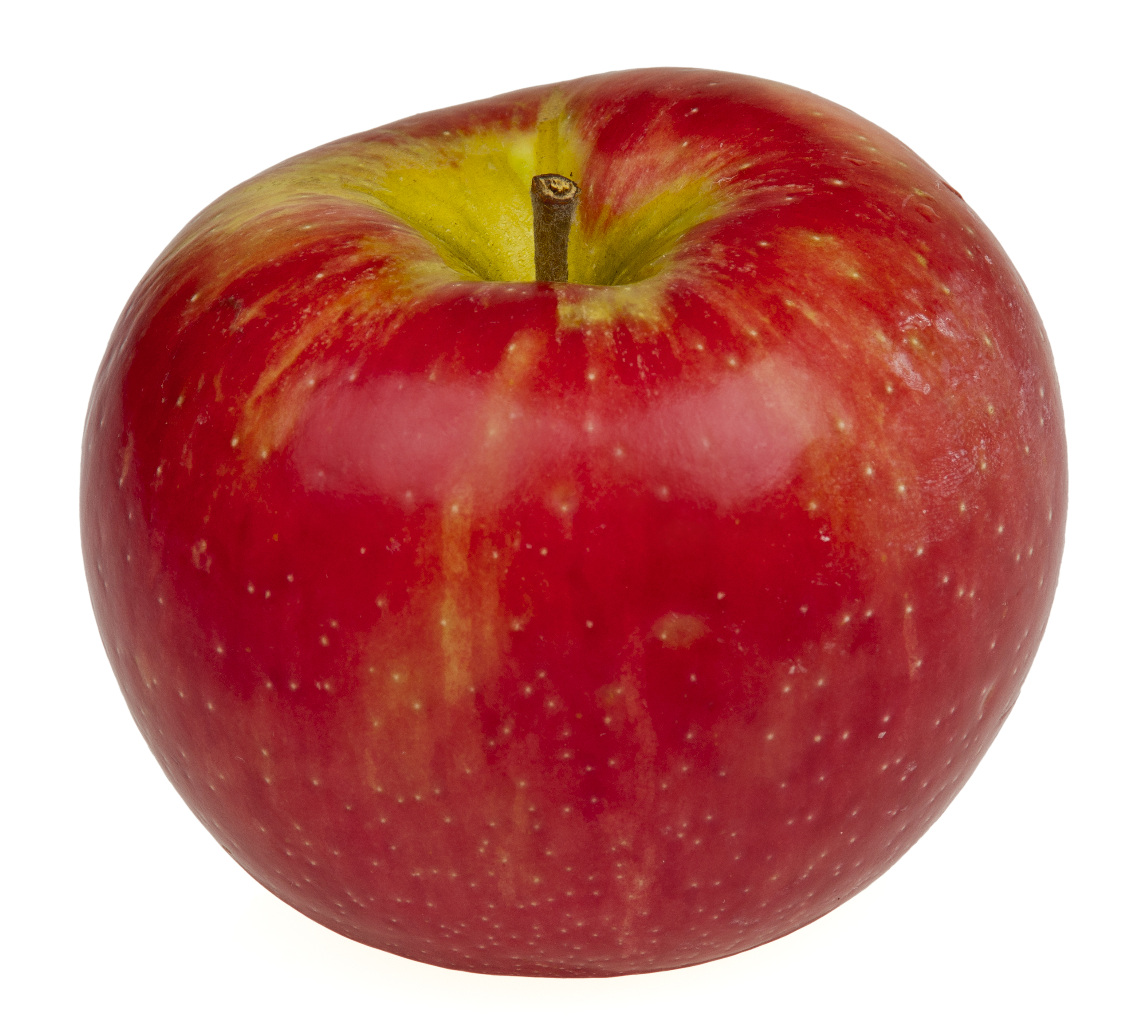
Äpfel enthalten natürlicherweise Isovaleraldehyd

Natürlich kommt Isovaleraldehyd unter anderem in Tee, Gerber-Akazien, dem Kampferbaum, Zitronengras, Echtem Lavendel, Tomaten, Äpfeln, Minzen, Pfefferminze, Pferdeminze, Wilden Bergamotten, Piment, Sandelholz, Kartoffeln, Gamander, Polei-Gamander, Mais und Ingwer vor. Auch zum Geruch von geröstetem Kaffee trägt es bei. Es kommt auch als Bestandteil des Alarmpheromons bei der Wespe Vespula vulgaris vor.

## Gewinnung und Darstellung
Isovaleraldehyd wird durch Hydroformylierung von Isobuten hergestellt.
Im Jahr 2000 wurden mehrere Tausend Tonnen in Deutschland produziert. Damit zählt es zu den chemischen Substanzen, die in großen Mengen hergestellt werden („High Production Volume Chemical“, HPVC) und für die von der Organisation für wirtschaftliche Zusammenarbeit und Entwicklung (OECD) eine Datensammlung zu möglichen Gefahren („Screening Information Dataset“, SIDS) angefertigt wurde.

## Eigenschaften
Isovaleraldehyd ist licht- und luftempfindlich und besitzt eine Viskosität von 0,58 mPa·s bei 20 °C.

## Verwendung
Isovaleraldehyd wird als Zwischenprodukt zur Herstellung von Arzneistoffen, Vitaminen, Pestiziden, Lösungsmitteln und Weichmachern verwendet.

## Sicherheitshinweise
Die Dämpfe von Isovaleraldehyd können mit Luft ein explosionsfähiges Gemisch (Flammpunkt −3 °C, Zündtemperatur 210 °C) bilden.

## Nachweis
Der Nachweis von Isovaleraldehyd kann durch Absorption mit einem 2,4-Dinitrophenylhydrazin imprägniertem Glasfaserfilter, anschließende Desorption mit Acetonitril gefolgt von chromatographischer Bestimmung durch HPLC mit UV-Detektor (365 nm) erfolgen.